# Garanzia cartolarizzazione sofferenze
La garanzia cartolarizzazione sofferenze (conosciuta anche come GACS) è una garanzia che uno Stato offre in caso di insolvenza dei crediti deteriorati che sono stati oggetto di operazioni di cartolarizzazione da parte degli istituti di credito.

## Storia
Il provvedimento è stato assunto dal Governo per fronteggiare il numeroso ammontare di NPL (Non performing loan, crediti di difficile esigibilità) all'interno dei bilanci delle banche italiane.
La Gacs viene introdotta nel 2016 con la legge 49, con l'obiettivo di aiutare le banche italiane a vendere i loro portafogli di crediti in sofferenza, cancellandoli quindi dai propri bilanci. 

## Funzionamento
Le banca procede a cedere il pacchetto di NPL ad una società SPV (Special Purpose Vehicle) ad un prezzo non superiore al valore netto iscritto in bilancio (valore lordo - rettifiche/svalutazioni).
Per finanziare l'acquisto degli Npl, la SPV emette titoli obbligazionari (asset-backed security), sottoscritti dai suoi investitori, suddivisi in almeno due classi di titoli; senior (i crediti di migliore qualità, in cui è più probabile che avvenga il rimborso, con una contenuta probabilità di insolvenza e che ricevono in via priorità il pagamento degli interessi) e junior (bassa qualità, alto rischio di insolvenza, pagamento degli interessi postergato ai senior). È possibile anche la presenza di una tranche intermedia, mezzanine (qualità media, rischio di insolvenza, pagamento degli interessi postergato ai senior ma prima degli junior).
Le agenzie di rating indipendenti e autorizzate dalla BCE sono i soggetti che certificano la classe dei titoli: la GACS copre solamente le note che hanno un rating superiore all'Investment Grade.
L'ammissione alla Gacs, concessa tramite decreto emanato dal Ministero dell'economia e delle finanze, è prevista solamente per le tranche senior; perché la garanzia sia attivabile, in ogni caso, la banca deve aver ceduto almeno il 50%+1 dei titoli Junior.
Le banche, per godere della Gacs, sono tenute al versamento di una commissione periodica allo Stato, più precisamente al Fondo di Garanzia sulle Cartolarizzazioni delle Sofferenze, gestito da Consap. Tale premio assicurativo è calcolato sulla base del prezzo di mercato dei Credit default swap riferiti a tre panieri composti dalle più grandi società italiane con un livello di rischio corrispondente a quello dei titoli garantiti e quotate alla Borsa di Milano. Il prezzo aumenterà nel tempo, sia in relazione ai maggiori rischi correlati ad una maggiore durata dell'obbligazione sia come incentivo a recuperare celermente i crediti: il recupero crediti deve per legge essere affidato ad un servicer esterno in modo tale da eliminare l'insorgenza di conflitti di interesse. Ogni anno il Fondo è alimentato con 120 milioni di euro dallo Stato per assicurare la copertura di eventuali sinistri.
In caso di insolvenza della SPV, a partire dal 90º giorno di mancato pagamento ed entro il termine di 9 mesi successivi alla scadenza del titolo, gli investitori possono escutere la garanzia direttamente dal Ministero dell'Economia e delle Finanze, che poi procederà a rivalersi sulla SPV.

## Operazioni
Fino al 12 giugno 2018, Il Sole 24 Ore stima che lo Stato abbia incassato circa 100 milioni di euro di commissioni assicurative versate dagli operatori che hanno optato per la Gacs. 
Al 7 dicembre 2018, si registra l'attivazione della Gacs da parte di molti istituti, tra cui:
- Banca Popolare di Bari, la prima in assoluto a richiedere in Italia la Gacs, ottenendola nel marzo 2017, per la tranche senior da 126.5 milioni, su un totale di cartolarizzazione di 480 milioni di euro[6][7]
- Banca Monte dei Paschi di Siena, per la tranche senior da 2.91 miliardi di euro, su un totale di cartolarizzazione pari a 24.1 miliardi[8];
- UniCredit, per la tranche senior da 617.5 milioni[9][10], su un totale di cartolarizzazione pari a 17.7 miliardi[11]
- Banco BPM, per la tranche senior da 1.65 miliardi, su un totale di cartolarizzazione pari a 5.1 miliardi[12];
- UBI Banca, per la tranche senior da 628.5 milioni[13], su un totale di cartolarizzazione pari a 2.74 miliardi[14];
- Creval, per la tranche senior da 509.5 milioni, su un totale di cartolarizzazione pari a 1.6 miliardi[15];
- Banco di Sardegna (BPER), per la tranche senior da 232 milioni di euro, su un totale di cartolarizzazione pari a 1.04 miliardi[16];
- Banco Desio, per la tranche senior da 288.5 milioni, su un totale di cartolarizzazione pari ad 1 miliardo[17];
- Carige, per una cartolarizzazione totale di 940 milioni di euro[18].

## Proroga
A novembre 2018, la Commissione europea ha autorizzato la proroga della Gacs fino al 7 marzo 2019, ritenendolo compatibile con la normativa in tema di aiuti di Stato, in quanto, come visto, la Gacs è offerta alle banche a condizioni di mercato.

## Fonti
- Legge 49/16
- mef.gov.it
- web.uniroma1.it
- nextquotidiano.it
- money.it